# Pantolyta
Pantolyta is een geslacht van vliesvleugelige insecten uit de familie Diapriidae.

## Soorten
- P. atrata Foerster, 1861
- P. fuscipes Kieffer, 1908
- P. hadrosoma Macek, 1993
- P. marginalis (Kieffer, 1909)
- P. nixoni Macek, 1993
- P. pallida Kieffer, 1908
- P. semirufa Kieffer, 1908
- P. stylata Kieffer, 1908